# Leopold III, hertig av Österrike
Leopold III, hertig av Österrike (kallad "den rättfärdige"), född 1351, död 9 juli 1386; hertig av Österrike, Steiermark och Kärnten. Han var son till Albrekt II, hertig av Österrike och Johanna av Pfirt.

## Biografi
I samband med faderns död 1358 kom de tre levande sönerna att dela makten, men i realiteten var det den äldre brodern Rudolf IV som styrde då de andra två var minderåriga. 
När Rudolf IV dog 1365 delades makten av de två bröderna där den äldste Albrekt III, som då var sjutton år, officiellt blev familjens överhuvud. Olikheterna mellan de två bröderna resulterade i att de genom avtalet i Neuberg 9 september 1379 delade upp områdena mellan sig, samtidigt som både den Albertinska och Leopoldinska linjerna fick rätt att bära titeln hertig av Österrike. Leopold II bedrev utan framgång erövringspolitik i Schwaben och Norditalien. 
Han stupade i strid mot schweizarna i slaget vid Sempach 1386.

## Familj
Gift (22 mars 1365) med Viridis Visconti (död 1414), dotter till Bernabo Visconti och Beatrice Regina della Scala.
Barn:
1. Vilhelm, hertig av Österrike (1368–1406)
2. Leopold, hertig av Österrike (1371–1411)
3. Ernst, hertig av Österrike (1377–1424; gift med Cymburge av Masovien; deras son var Fredrik III (tysk-romersk kejsare))
4. Fredrik, hertig av Österrike (1382–1439)